# Paepalanthus canastrensis
Paepalanthus canastrensis är en gräsväxtart som beskrevs av Silveira. Paepalanthus canastrensis ingår i släktet Paepalanthus och familjen Eriocaulaceae. Inga underarter finns listade i Catalogue of Life.